# Radotice
Radotice (německy Radotitz) jsou obec v okrese Třebíč v Kraji Vysočina. Žije zde 111 obyvatel. Vesnice se nachází asi 4,5 kilometru jihovýchodně od Jemnice, protéká jí potok Želetavka a prochází jí silnice mezi Jemnicí a Bačkovicemi.
Sousedními obcemi sídla jsou Bačkovice, Lovčovice, Menhartice, Jemnice, Jiratice a Police.

## Název
Název obce se během historie neměnil, pouze jeho zápisy, kterými byly dříve Radotycz, Radaticz, Radoticze, Radostitz, Radotitz či Radostice.

## Geografie
Ze severu na jih prochází přes území obce silnice z Jemnice a ze silnice II/410 do Bačkovic, ze zastavěného území obce východně vychází silnice do Jiratic. Západně ze zastavěného území obce vychází užitková silnice do Menhartic. Přes území obce prochází cyklostezka Jihlava–Třebíč–Raabs a cyklostezka 5220.
Většina území obce je zemědělsky využívána a to i přesto, že zastavěné území obce se nachází v údolí řeky Želetavky, zalesněný je jen východní svah údolí Želetavky severně od zastavěného území obce. Menší remízky a lesy se nachází severozápadně od zastavěného území obce. Na jihovýchodním okraji území obce se nachází areál bývalého JZD. 
Asi 25 km severně od území obce pramení řeka Želetavka, ta protéká přes území obce a následně asi po 15 km ústí do Vranovské přehrady. Do Želetavky se severně od zastavěného území obce se vlévá několik nepojmenovaných potoků. Část východní hranice území obce je tvořena Jiratickým potokem, ten pramení několik set metrů severně, následně protéká po okraji území obce a dále teče na jih a asi po 3 km ústí u Police do Želetavky. 
Území obce je pomyslně rozděleno na západní a východní část údolím Želetavky, nadmořská výška se pohybuje cca od 450 do 480 metrů nad mořem, údolí nemá příkré svahy. Údolí dosahuje cca 450 metrů, na západním okraji území obce se nachází nepojmenovaná kóta s cca 480 metry nad mořem. 
Zastavěné území obce se nachází v údolí Želetavky, uprostřed území obce na jeho jižním okraji, zastavěné území obce je pomyslně rozděleno řekou Želetavkou na dvě poloviny.

## Historie
První písemná zmínka o obci pochází z roku 1369 (de Radotycz). Roku 1390 byl majitelem vesnice Ondřej z Radotic a v roce 1407 Martin z Radotic, který v roce 1434 zastavil Radotice, Javoří a Sieczenhof Mikulášovi ze Slatiny. Roku 1436 zakoupil půlku Radotic Jan z Lichtenburka a připojil je k hradu Cornštejnu. V roce 1480 však Půta z Lichtenburka prodal tvrz v Radoticích a půlku vesnice Volfgangovi Ownarovi z Radotic, ten pak roku 1489 prodal Radotice Václavovi z Menhartic, který hned roku 1490 prodal Vilémovi z Pernštejna, ten pak prodal roku 1492 radotický statek s tvrzí opět Půtovi z Lichtenburka. Ten však hned roku 1493 vložil statek Václavovi Divůčkovi z Počepic. V roce 1575 byla majitelkou vesnice Mandalena z Mnichu a v roce 1586 byl majitelem Volf Chlumecký z Chlumu. V roce 1629 prodala vesnici Kristýna z Říčan Hynkovi Gryndlovi ze Štyrcenperka. Jeho dcera pak v roce 1667 prodala Radotice majitelům polického panství. Již kolem roku 1629 měla zaniknout tvrz. 
V roce 1679 pak získali polické panství Berchtoldové. Ti byli majiteli panství do roku 1821. V roce 1821 prodali panství Augustovi Segurovi, ten pak prodal panství městu Znojmu a to Maxi Springerovi, dalším vlastníkem byl Leopold Šternberk a následně Alfred Vražda z Kunvaldu, ten byl majitelem statku až do roku 1945.
Roku 1908 byla ve vsi založena Omladina a roku 1924 spolek Domovina. V roce 1936 byla vesnice elektrifikována, Roku 1956 bylo ve vsi založeno JZD, to se roku 1967 sloučilo s JZD v Bačkovicích roku 1975 se spojená družstva sloučily s JZD v Menharticích. V roce 1991 bylo založeno zemědělské družstvo v Bačkovicích, do kterého bylo transformováno původní spojené JZD. V roce 1966 byla ve vsi postavena prodejna a roku 1977 kulturní dům.

## Obyvatelstvo
| Rok            | 1869 | 1880 | 1890 | 1900 | 1910 | 1921 | 1930 | 1950 | 1961 | 1970 | 1980 | 1991 | 2001 | 2011 | 2021 |
| -------------- | ---- | ---- | ---- | ---- | ---- | ---- | ---- | ---- | ---- | ---- | ---- | ---- | ---- | ---- | ---- |
| Počet obyvatel | 228  | 227  | 274  | 283  | 302  | 302  | 295  | 255  | 248  | 221  | 204  | 173  | 149  | 135  | 98   |
| Počet domů     | 41   | 42   | 48   | 45   | 45   | 45   | 53   | 64   | 58   | 54   | 52   | 56   | 55   | 56   | 56   |

## Obecní správa
Do roku 1849 patřily Radotice do polického panství, od roku 1850 patřily do okresu Dačice, pak od roku 1855 do okresu Jemnice, pak opět do okresu Dačice a od roku 1896 do roku 1938 do okresu Moravské Budějovice, posléze přešly pod okres Waidhofen an der Thaya a po skončení druhé světové války byly opět začleněny do okresu Moravské Budějovice, tam zůstaly do roku 1960, od toho roku jsou součástí okresu Třebíč. Od 1. ledna 1980 do 31. prosince 1992 byly začleněny pod Jemnici, osamostatnily se opět k 1. lednu 1993.

## Politika
V letech 2006–2010 působil jako starosta Jan Vyletěl, od roku 2010 tuto funkci zastává František Plát.

### Volby do Poslanecké sněmovny
|       | 2006               | 2010               | 2013               | 2017               | 2021               |
| ----- | ------------------ | ------------------ | ------------------ | ------------------ | ------------------ |
| 1.    | KSČM (28,08 %)     | KSČM (20,98 %)     | ČSSD (26,43 %)     | ANO (38,35 %)      | ANO (42,5 %)       |
| 2.    | ČSSD (26,96 %)     | ČSSD (19,75 %)     | KSČM (21,83 %)     | KDU-ČSL (16,43 %)  | SPOLU (17,5 %)     |
| 3.    | KDU-ČSL (21,34 %)  | ODS (16,04 %)      | ANO 2011 (17,24 %) | STAN (12,32 %)     | SPD (12,5 %)       |
| účast | 81,65 % (89 z 109) | 68,64 % (81 z 118) | 73,11 % (87 z 119) | 62,18 % (74 z 119) | 77,67 % (80 z 103) |

### Volby do krajského zastupitelstva
|      | 1.                 | 2.                       | 3.                | účast              |
| ---- | ------------------ | ------------------------ | ----------------- | ------------------ |
| 2000 | 4KOALICE (48,38 %) | KSČM (20,96 %)           | SV (14,51 %)      | 57,14 % (64 z 112) |
| 2004 | KDU-ČSL (44 %)     | KSČM (26 %)              | ODS (8 %)         | 48,57 % (51 z 105) |
| 2008 | ČSSD (37,5 %)      | KDU-ČSL (31,25 %)        | KSČM (17,18 %)    | 56,52 % (65 z 115) |
| 2012 | ČSSD (25,39 %)     | STO (22,22 %)            | KSČM (15,87 %)    | 55,08 % (65 z 118) |
| 2016 | ANO 2011 (23,33 %) | ČSSD (18,33 %)           | KDU-ČSL (18,33 %) | 52,14 % (61 z 117) |
| 2020 | ANO (30,23 %)      | KDU-ČSL (18,6 %)         | ODS+STO (18,6 %)  | 42,86 % (45 z 105) |
| 2024 | ANO (46,15 %)      | ODS+TOP 09+STO (26,92 %) | KDU-ČSL (15,38 %) | 53 % (53 z 100)    |

### Prezidentské volby
V prvním kole prezidentských voleb v roce 2013 první místo obsadil Jan Fischer (35 hlasů), druhé místo obsadil Miloš Zeman (21 hlasů) a třetí místo obsadil Zuzana Roithová (10 hlasů). Volební účast byla 82,76 %, tj. 96 ze 116 oprávněných voličů. V druhém kole prezidentských voleb v roce 2013 první místo obsadil Miloš Zeman (61 hlasů) a druhé místo obsadil Karel Schwarzenberg (28 hlasů). Volební účast byla 76,72 %, tj. 89 ze 116 oprávněných voličů.
V prvním kole prezidentských voleb v roce 2018 první místo obsadil Miloš Zeman (47 hlasů), druhé místo obsadil Jiří Drahoš (19 hlasů) a třetí místo obsadil Marek Hilšer (11 hlasů). Volební účast byla 76,52 %, tj. 88 ze 115 oprávněných voličů. V druhém kole prezidentských voleb v roce 2018 první místo obsadil Miloš Zeman (53 hlasů) a druhé místo obsadil Jiří Drahoš (37 hlasů). Volební účast byla 78,26 %, tj. 90 ze 115 oprávněných voličů.
V prvním kole prezidentských voleb v roce 2023 první místo obsadil Andrej Babiš (40 hlasů), druhé místo obsadil Petr Pavel (14 hlasů) a třetí místo obsadila Danuše Nerudová (14 hlasů). Volební účast byla 78,64 %, tj. 81 ze 103 oprávněných voličů. V druhém kole prezidentských voleb v roce 2023 první místo obsadil Andrej Babiš (50 hlasů) a druhé místo obsadil Petr Pavel (36 hlasů). Volební účast byla 83,50 %, tj. 86 ze 103 oprávněných voličů.

## Pamětihodnosti
- Kaple svaté Rodiny z roku 1880[4]
- Venkovská usedlost čp. 15
- Venkovská usedlost čp. 43
- Venkovská usedlost čp. 14
- Venkovská usedlost čp. 19
- Tvrz Radotice

## Osobnosti
- František Coufal (1892–1941), československý důstojník, člen vedení Obrany národa, plukovník generálního štábu (in memoriam)